# Santa Margarida de Mejà
Santa Margarida de Meja és una església del municipi de Sant Mateu de Bages (Bages) inclosa en l'Inventari del Patrimoni Arquitectònic de Catalunya.

## Descripció
És un edifici religiós, una capella construïda al costat d'un camí, dalt d'un petit turó. És un edifici d'època gòtica però que conserva elements de tradició romànica. Presenta una gran nau rectangular sense absis i amb finestra de creu als peus de la nau. L'entrada principal va ser tapada per la construcció d'un cos adossat i se'n obrí una de lateral amb un gran arc. Té campanar d'espadanya doble. Els carreus presenten un bon estat. Davant seu hi ha un petit paller obert a una amplia era.